# ناروتو أوزوماكي
ناروتو أوزوماكي (うずまき ナル Uzumaki Naruto) هو الشخصية الرئيسية في سلسلة ناروتو.

## أحداث الشخصية في المسلسل
- ناروتو شخصية نتعلم منها القيم وأولها الصداقة بحيث أنه يفعل أي شيء لإنقاذ أصدقائه، يحب أن يتعلم النينجا بسرعة حتى يلفت الأنظار إليه؛ قصته في هذا المسلسل أنه يعيش بين الناس غير مرغوب فيه بمعنى أوضح ليس لديه أصدقاء لهذا يحب أن يلفت الأنظار إليه ويحب أكل الرامن وهي أكلته المفضلة وساكورا.
- مدربه الذي يدربهم هو كاكاشي فقد اختار كاكاشي ناروتو وساسكي وهارونو ساكورا وكان الدرس الأول هو أن يحصل الطلاب على الجرس الذي علقه كاكاشي على بنطاله ولم يستطع ناروتو أخذه ولا حتى لمسه بينما استطاع ساسكي أن يلمسه مرتان والهدف من هذا التدريب هو العمل الجماعي.

اكتشف ناروتو حقيقة ما في داخله من مدربه في الأكاديمية ميزوكي فقد كان ناروتو دائم الرسوب في امتحان الأكاديمية، فاقتنص ميزوكي الفرصة فقال لناروتو إن استطعت أن تأتيني بالسكرول الخاص بالهوكيج الأول فسوف أنقلك إلى مستوى الجينين؛ فقبل ناروتو ولكن ناروتو لم يعلم من أن السكرول لا يطلع عليه أحد سوى الهوكاج لأن فيه تقنيات محرمة فسرق ناروتو السكرول فانتشر الخبر بين الناس، وقرر الإنبو أن يخبروا الهوكيج الثالث فأخبروه وكان مدرب ناروتو إيروكا من جماعة الإنبو وقد بحث عن ناروتو ووجده قبل ميزوكي فعندما رأى ناروتو إيروكا فرح وقال له إنه قد سرق السكرول بأمر من ميزوكي لكي ينقله إلى الجينين فعندما علم إيروكا.
- أتى ميزوكي وأخبر ناروتو عن حقيقة ما في داخله وسبب أن ليس لديه أصدقاء وأن الثعلب كيوبي قد قتل والدي إيروكا لهذا هو وحيد، فغضب ناروتو وبالمصادفة قد كان تعلم ناروتو من السكرول تكنيك هو أن يجعل له ألف شخص مثله فاستخدم ناروتو هذا التكنيك وهزم ميزوكي وقد أعطاه إيروكا وشاح الجبين وهي علامة انتقاله إلى مرحلة الجينين.
- وعندما انتقل إلى مرحلة الجينين اختاره كاكاشي مع ساسكي وهارونو ساكورا ليدربهم فبعد اختبار الجرس أتت مهمة صعبة جدا وهي إيقاف زابوزا ومساعده هاكو عن قتل المدير المشرف على إقامة الجسر والذي يؤثر على تجارة أحد الشركات.

فقرر صاحب الشركة أن يستأجر قاتلا ويكلفه بقتل المدير المشرف فاختار زابوزا وقد كانت مهمة كاكاشي وطلابه أن يوقفوا زابوزا، وقد كانت مواجهة كاكاشي مع زابوزا من أقوى المواجهات في المسلسل حيث أن زابوزا هو أول من رأى الشارينجان على وجه كاكاشي في المسلسل وقد تواجه هاكو مع ناروتو وساسكي وكان قويا جدا وقد تعرض ساسكي لهجوم قوي من هاكو، فهاكو مختص بالهجوم بالإبر وقد غرز في جسد ساسكي إبره القاتلة وقد اعتقد ناروتو أن ساسكي قد رحل وغضب كثيرا ثم استخدم قوة ذيل من ذيول الكيوبي التسعة ولكنه في نهاية القتال طلب هاكو من ناروتو أن يقتله فرفض ناروتو ولكن في النهاية وافق ناروتو فعندما أراد أن يقضي عليه حس هاكو من أن زابوزا في خطر فأسرع هاكو وفي هذه الأثناء بالفعل كان زابوزا سوف يلاقي حتفه وذلك لاستدعاء كاكاشي للسامون الذي يملكه وهي الكلاب، وقد ثبتت الكلاب زابوزا وقد أراد كاكاشي أن يقضي عليه بالشيدوري فاعترض طريق ضربته هاكو وقد تلقى الضربة بدلا من زابوزا لأن زابوزا كان بالنسبة لهاكو كل شيء لأنه الذي رباه فإن هاكو يحب زابوزا ويحميه من أي سوء فقد توفي هاكو بسبب الشيدوري ولاقى زابوزا حتفه عن طريق صاحب الشركة، فقد استأجر مقاتلين أقوياء قضوا على زابوزا ولكن زابوزا لم يمت قبل أن يقضي على صاحب الشركة الخائن فعندما انتهوا من مشكلة زابوزا قلقوا على ساسكي ولكنه فيما بعد استيقظ من غيبوبته.
- ثم بدأ اختبار المستوى الأول وهو الامتحان وقد كان ناروتو بليدا في مثل هذه الأمور وقرر فيما بعد أن يغش من هيناتا بعد إلحاح منها فعندما أراد أن يغش رمى أحد المراقبين سيفه على الطالب الذي يكون مقعده خلف ناروتو وقد مرت بناروتو وفي نهاية الامتحان الأولي وهو التسعة أسئلة انتقلوا إلى السؤال العاشر وقد كان ذلك السؤال أهم سؤال فقد نجح فيه ناروتو من دون أن يحل أي سؤال من الأسئلة التسعة السابقة.

ثم بدأ المستوى الثاني من مرحلة الجينين ألا وهو دخول الغابة وقد كانت مرحلة صعبة خاضت المجموعة مباريات لا تحصى لكي تجد الوثيقة المطلوبة لأنهم لا يعلمون الوثيقة التي مع المجموعة الأخرى أهي حمراء أم زرقاء.
وقد بدأ المستوى الثالث الذي هو التصفيات الأولية على الملعب الصغير وقد خاض ناروتو مباراته مع كيبا وقد كانت مواجهته مواجهة صعبة لم يستطع أن يهزمه إلا باستخدام التكنيك الذي تعلمه من السكرول الخاص بالهوكيج الأول وهو أن يخرج له 1000 شبيه ولكن ناروتو استخدم 5 شبهاء له وقد ضرب كيبا ضربا مبرحا للغاية وانتصر عليه وفي المباراة كانت هناك خدع كثيرة مثل أن ناروتو تحول على شكل الكلب الذي مع كيبا وقد ضرب كيبا أحد الكلبين واتضح فيما بعد أن الكلب الذي ضربه كان كلبه وهناك وكثير من الخدع.
- المستوى الرابع وهو الأخير وفي هذا المستوى يتواجه الطلبة فيما بينهم في ملعب كبير للغاية وأمام جمهور واسع وقد كانت مواجهة ناروتو مع نيجي وكانت من أشد المواجهات حيث أن نيجي قد ضرب نقاط الشاكرا الخاصة بناروتو كلها ولكن ناروتو هزمه بأعجوبة حيث أن ناروتو استخدم ذيلا من ذيول الكيوبي وقد غذى ذيل الكيوبي النقاط التي ضربها نيجي وفي هذه المواجهة انتصر ناروتو وقد أحدث ناروتو بسبب مواجهته مع نيجي بعض الحفر في الملعب سوف نعرف ماذا استفاد منها الآخرون فيما بعد.
- وقد وصل ناروتو الآن إلى مرحلة الشونين بعد تخطيه المستوى الرابع من الجينين وفي هذه الأثناء انتقل تدريب ناروتو من عند كاكاشي إلى جيرايا وفي بداية الأمر لم يكن ناروتو يريد لجيرايا أن يدربه فعندما ذكر له جيرايا أنه يتقن حركة أقوى من الشيدوري التي يتقنها ساسكي بدأ ناروتو يريد من جيرايا أن يعلمه تلك الحركة ولكن جيرايا كسول جدا يحب التجسس وناروتو يريد أن يتعلم (ليس هناك من توافق بينهما المهم تعلم ناروتو الحركة التي هي تجميع الشاكرا في شكل كرة سميت بالراسينجان وقد استفاد منها ناروتو كثيرا في ممارسة حياته اليومية.

يعتقد ناروتو أن الهوكاج الخامس (تسونادي) كبيرة في السن ودائما يناديها بكبيرة السن.وقد تعرض ناروتو لعملية اختطاف من قبل إيتاشي وكيسامي اللذان هما عضوان من عصابة الاكتسوكي ولكنه كان محمي من قبل جيرايا وقد كانت تلك هي الحادثة التي دلت على أن جيرايا يصنع مضاد لكل ما يهزم تكنيكاته.
- أما في الجزء الثاني من ناروتو وهو ناروتو شيبودن يعود ناروتو إلى قريته بعد مضي سنتين ونصف على تدريبه من طرف جيرايا أحد النينجا الأسطوريين وهذا حتى يصبح أكثر قوة ويعيد ساسكي إلى القرية بعد أن ذهب هذا الأخير إلى اوروشيمارو حتى يدربه ويعطيه القوة اللازمة حتى يستطيع الانتقام من اخيه إيتاشي أوتشيها الذي قتل كل افراد عائلته ولكن عندما يعود ناروتو يتفاجأ بأن كل اصدقائه أصبحوا أكثر قوة حتى هارونو ساكورا ويشكل معها بالإضافة إلى كاكاشي فريقا جديدا يسمى فريق كاكاشي وكانت مهمته الأولى هي إنقاذ صديق ناروتو قارا بعد أن اخذه افراد الاكاتسوكي وهما ديدرا وساسوري حيث ارادوا أن يستولوا على قوة الوحش الموجود في داخله.
- المهمة هو أنه في هذا الجزء تحدث أحداث مشوقة للغاية حيث في الحلقة 50 يلتقي ناروتو وساكورا بالإضافة إلى ساي شخصية جديدة بساسوكي حيث يتغير تماما على ما كان عليه ويطور قدرة الشرينقان لديه حيث يصبح قادرا على رؤية الكيوبي في داخل ناروتو ويحدثه حيث يخبره الثعلب ذو 9 اذيال كيف أنه يشبه كثيرا جده الأكبر مادارا.وتتواصل الاحداث حيث كاد ساسوكي أن يدمرهم جميعا لكن اوروتشيمارو يوقفه ويختفون فجأة. يحزن ناروتو كثيرا ويرجعون إلى كونوها.

## السمات
من سمات ناروتو الكثيرة هو حبه للمرح والمزاح، كما أنه من محبي طعام الرامين الذي يعده مطعم إيشراكو. ويعتبر ناروتو مغناطيس الاصدقاء فلا يجلس مع أحد إلا أصبح صديقه ولذلك فقد أصبح زملاؤه أصدقائه لا يكنون أهمية للثعلب المحبوس في جسده. ناروتو هوا ابن الهوكاغي الرابع (ميناتو).ناروتو أوزوماكي يوجد بداخله وحش وهذا الوحش يسمى بالكيوبي (وحش الذيول التسعة) استدعى شخصٌ غامض وحش ذو الذيول التسعة ليدمر قرية كونوها يسمى اوبيتو فجأة والد ناروتو وختم وحش الذيول التسعة في داخل ناروتو لحماية ناروتو من الاكاتسكي ولحماية القرية من الكيوبي.بالإضافة إلى أن ناروتو يبدو أنه لا يمتلك عقلا ذكيا ولكنه يتصرف أحيانا بذكاء شديد وهو متهور ولا يستطيع الانسحاب ابدا ودائما يشعر بالوحدة، وهو يتألم كثيرا، يحترم الآخرين وهو ملك المفاجآت.
- يعتبر ناروتو من أفضل الشخصيات العاطفية بسبب فهمه لمعاناة الآخرين كغارا ونيجي هيوجا الذي غير فيهما كرههما وحقدهما بالإضافة لتغيير وجهة نظرهما الخاطئة، ويبين لهما أنه كان مثلهما عانى التعسف والحقد في طفولته، وأحسن مثال أنه يدافع عن ساسكي أوتشيها رغم أنه خائن للقرية وأنه يعتبره الصديق الوحيد له الذي يفهمه رغم تعنت الأخير.

المظاهر المختلفة لناروتو

### مظهره
في الاكاديمه قبل وبعد التخرج :
كان يرتدي ستره برتقاليه اللون وعليها خط أزرق وعلامه الاوزماكي من الخلف وبنطال
برتقالي بوجود حزام أزرق ولفافه شاش بيضاء حول فخذه الأيمن وعليها حقيبه ننيجا
و حذاء كونوها الأزرق المعتاد وأصبح يرتدي حاميه جبين كونوها الزرقاء بعد التخرج
في شيبودن:
أصبح يرتدي ستره برتقاليه جداً وعليها خطوط سوداء ولفافه شاش على فخذه الأيمن وحقيبه ننيجا على
جنبيه الخلفي الايسر وحاميه جبين كونوها السوداء وحذاء كونوها الأسود وعلامه الاوزماكي من خلف السترة

## القدرات

### الثعلب (الكيوبي)
يمتلك ناروتو مهارات الثعلب ذو تسعة ذيول يستخدمها عندما يغضب من الأشرار، ختمها في داخله الهوكاجي الرابع عندما كان ناروتو لا يزال طفلا لينقذ قرية ورقة الشجر، ومن المعروف عن وحش الذيول التسعة انه يمتلك طاقة هائلة، لكن عندما يستخدم ناروتو هذه الطاقة لا يستطيع السيطرة على نفسه لا سيما إذا اخرج الأكثر من ثلاث ذيول فيصبح حينها خطرا فيدمر كل من حوله ولا يفرق بين صديق أو عدو، ولا يستطيع أحد التحكم في طاقة الوحش سوى الأستاذ ياماتو الذي كان بمثابة اختبار لاوراتشيمارو حيث وضع في داخل جسم الاستاذ ياماتو الحمض الوراثي للشهاب الأول، والذي يعرف بقدرته على التحكم بالوحوش وحامليها، وبماأن ناروتو يرتدي قلادة الشهاب الأول فهذا يمكن الأستاذ ياماتو من التحكم بقوة وحش الذيول التسعة ولكن فيما بعد يتمكن ناروتو بمساعدة كيلر بي من التحكم بالكيوبي الذي يصبح اسمه كوراما.

### تقنياته
- الاسم الياباني : 影分身の術

الاسم العربي : كاجي بينشن نو جتسو العنصر المستخدم فيها : لم يحدد، ربما كان الموضوع روحاني
التصنيف: نينجتسو، بنشنجتسو
نبذه عنها :
دائماً نرى ناروتو يستخدم هذه التقنية وهي عبارة عن نسخ ظل نرى بان ناروتو يستتطيع أن ينسخ الف نسخه منه بسبب قوة الكيوبي.
- الاسم الياباني: 螺旋丸

الاسم العربي :راسينجان
العنصر المستخدم فيها : الرياح
التصنيف:نينجتسو
نبذه عنها : هي أول تقنية قوية يتعلمها ناروتو واعلمها بفضل القطه وهي تعتمد على تجميع التشاكرا في راحة اليد والشخص الذي علمه هذه التقنية هو جيرايا ليدافع بها عن نفسه ونرى أن ناروتو يستخدم نسخة ظل معه في عملها
- اسم العربي: فوتون راسين شوركين

العنصر المستخدم فيها : الرياح
التصنيف: نينجتسو، كينجتسو، شينجتو
نبذه عنها :تتطلب من مستخدمها شوريكن كبيرة وهي قويه جداً رأينها
في قتال كاكزو وهيدان مع الفريق العاشر وكاكاشي.
- الاسم الياباني: 仙人モード

الاسم العربي :طور الناسك العنصر المستخدم فيها : قوى الطبيعة.
التصنيف: سينجتسو.
نبذه عنها: رايناها في التدريب وقتال بين وهي قوية جداً ولديها مدة معينة لا تزيد وتحتاج إلى وقت وتركيز وإلا تحول صاحبها إلى ضفدع.

## وصلات خارجية
- ناروتو اوزوماكي على موقع ميوزك برينز (الإنجليزية)
- ناروتو أوزوماكي في موسوعة ناروتو